# Назарян Владлен Олександрович
Владлен Олександрович Назарян — старший матрос 36 ОБрМП Збройних Сил України, учасник російсько-української війни, що загинув у ході російського вторгнення в Україну у 2022 році.

## Життєпис
Народився 29 липня 1996 року в м. Кривому Розі Дніпропетровської області.
Навчався в Криворізькій Тернівській гімназії.
Закінчив у 2014 році Криворізьку загальноосвітню школу №110.
У 2015-2017 роках навчався у ДВНЗ "Криворізький державний педагогічний університет" за спеціальністю Середня освіта (Хімія), але не закінчив навчання - приєднався до лав ЗСУ.
З дитинства мріяв бути лікарем, але після вступу до армії вирішив залишитись військовослужбовцем..
На початок російського вторгнення в Україну — старший матрос, військовослужбовець підрозділу 36 ОБрМП.
Загинув 28 лютого 2022 року в результаті артилерійського обстрілу під час оборони м. Маріуполя.

## Нагороди
- орден «За мужність» III ступеня (2022, посмертно) — за особисту мужність і самовіддані дії, виявлені у захисті державного суверенітету та територіальної цілісності України, вірність військовій присязі.
- Відзнака Президента України «За участь в антитерористичній операції»